# Alalkomenai (Boiotien)
Alalkomenai (altgriechisch Ἀλαλκομεναί) war ein antiker Ort in der griechischen Landschaft Boiotien. Er lag nördlich am Fuß des Helikon in der Nähe des mittlerweile ausgetrockneten Sees Kopais. Er wird bei dem heutigen Ort Solinari westlich des Berges Tilphossion vermutet. Etwa 9 km östlich des Ortes lag Haliartos und etwa 5,5 km südöstlich Okalea. Der heutige Ort Alalkomenes liegt etwa 3 km nördlich von Solinari.
Im Lokalmythos soll der Namensgeber der Stadt entweder Alalkomeneus, der mythische Erzieher der Göttin Athene, oder Alalkomenia, die Tochter des Ogygos, gewesen sein. Am Lauf eines Baches namens Triton (griechisch Τρίτων) lag ein Heiligtum der bereits bei Homer bezeugten Athene Alalkomeneis, das bei den Bewohnern Alalkomenais als Geburtsort der Athene galt. Da sie am Triton geboren sein soll, führte sie auch den Beinamen Tritogeneia. Dieser Tempel, der außerhalb von Alalkomenai lag, galt als eines der ältesten Heiligtümer Griechenlands. Aus diesem Grund vermutete auch Strabon, dass die Stadt im Schiffskatalog der Ilias nicht verzeichnet war, da die Einwohner als Geweihte von Kampfhandlungen befreit waren. Den Athene-Tempel vermutet man unterhalb des Ortes Solinari. Hier fand man polygonale Grundmauern einer Umfassungsmauer und Säulen eines Tempels.
Diodor berichtet, dass die Einwohner Thebens nach der Eroberung ihrer Stadt durch die Epigonen nach Alalkomenai und auf den Tilphossion flohen. Nachdem Sulla 87/86 v. Chr. das elfenbeinerne Kultbild aus dem Tempel raubte, galt das Heiligtum als von Athene verlassen und wurde dem Verfall preisgegeben. Zur Zeit des Pausanias im 2. Jahrhundert war es von Efeu überwuchert, der die Mauersteine bereits auseinanderschob. Pausanias erwähnt einen Eichenwald in der Nähe des Ortes Alalkomenai, in dem sehr alte Bäume standen.